# Глебова, Татьяна Ивановна
Татья́на Ива́новна Гле́бова (урождённая Афре́мова; 1895, Москва — 19 августа 1937, там же) — советская преподавательница, партийная деятельница, вторая жена Льва Борисовича Каменева.

## Биография
Родилась в Москве в 1895 году. Работала учительницей. В 1919 году вступила в Российскую коммунистическую партию (большевиков) (в документах уголовного дела 1937 года указан в качестве года вступления 1923). С 1920 по 1925 год была ответственной за политическое обучение в Московском городском комитете РКП(б). С 1925 по 1929 годы сотрудничала с секцией агитации и пропаганды Исполнительного комитета Коммунистического интернационала. В 1926 году участвовала в работе секретариата латинских и испанских стран. С конца 1926 по 1927 год находилась в Италии в качестве жены посла — Льва Борисовича Каменева. В 1927—1929 годах — в ссылке вместе с мужем. В 1929 — преподаватель истории международного рабочего движения французского сектора Международной ленинской школы. В том же году родила сына Владимира. С 1932 по 1933 годы — вторично в ссылке. До 1934 года сотрудничала с рядом советских государственных книжных издательств. Арестована вместе с мужем в декабре 1934 года, в январе 1935 года исключена из ВКП(б). В июне 1936 года осуждена по «Кремлёвскому делу» к трём годам ссылки в Бийск. 7 сентября 1936 года снова арестована и этапирована в Москву. 19 августа 1938 года приговорена Верховным судом СССР к расстрелу за «участие в организации антисоветской троцкистско-террористической организации» и за «проведение контрреволюционных переговоров с послом Франции о возможной позиции французского правительства по поводу будущего троцкистско-зиновьевского правительства», в тот же день расстреляна. Реабилитирована пленумом Верховного суда СССР 29 сентября 1988 года.